# A Man Called Alice
Albums de Alice Cooper
The Beast of Alice Cooper
(1993) The Last Temptation
(1994)
A Man Called Alice est le quatrième album compilation d'Alice Cooper. Il n'est sorti qu'au format cassette audio.

## Contenu
Le titre de cet album, A Man Called Alice, va plus loin que le seul côté humoristique (un garçon appelé Alice : en anglais aussi, Alice est un prénom exclusivement féminin). En effet, au début le nom Alice Cooper désignait l'ensemble du groupe, alors que depuis Welcome to My Nightmare, on ne retrouve plus que Vincent Damon Furnier, chanteur et leader d'Alice Cooper, dans une sorte de carrière solo. Ainsi, il vaut voir aussi A Man Called Alice en opposition à A Band Called Alice (un groupe appelé Alice) autant qu'à A Girl Called Alice (une fille appelée Alice).